# Mandjou
Mandjou est une commune du Cameroun située dans la région de l'Est et le département du Lom-et-Djérem.

## Population
Lors du recensement de 2005, la commune comptait 17 097 habitants, dont 2 616 pour Mandjou proprement dit.

## Structure administrative de la commune
Outre Mandjou proprement dit, la commune comprend les localités suivantes :
- Adinkol
- Bazzama
- Bindia
- Boulembe
- Daïguene
- Gamboula
- Gounte
- Grand Mboulaye
- Kouba
- Koubou
- Letta
- Mboulaye I
- Moïnam
- Ndanga Ndengue
- Ndembo Batouri
- Ndemnam
- Ndong-Mbome
- Ndoumbe
- Sambi
- Toungou